# Jacques Devaux (Brugge)
Jacques Devaux (Brugge, 3 december 1763 - 13 mei 1807) was een advocaat en invloedrijk politicus tijdens de Franse overheersing in de Zuidelijke Nederlanden, volksvertegenwoordiger in de Raad van Vijfhonderd en het Corps Législatif.

## Levensloop
Jacques Devaux (ook soms vernoemd met als eerste voornaam Dominique) was de zoon van de arts Jacques Devaux die, afkomstig van Edingen, zich in Brugge had gevestigd en er getrouwd was met Désirée Tailliu.
In september 1784 was hij de eerste Bruggeling om met succes een 'montgolfière' op te laten. Hij deed dat in de tuin van een familielid, Sint-Jorisstraat 6.
Hij was pas in de rechten gepromoveerd en advocaat geworden, of daar meldden zich de revolutiejaren aan. Hij sloot zich eerst aan bij de voorstanders van de Brabantse Revolutie en wel bij de statisten, aanhangers van Hendrik van der Noot. Hij hield zelfs een heftige redevoering tegen de aanhangers van Jan Frans Vonck. Toen de Verenigde Nederlandse Staten op een mislukking uitliep, stelde hij zoals veel afgestudeerden van de jongere generatie, zijn hoop op de "nieuwe ideeën" die werden aangebracht door de Franse Revolutie. Toen de Fransen zich van Brugge meester maakten in november 1792 was Devaux een van de oprichters van de "Jacobijnse Club", waar hij als lid nummer 3 werd ingeschreven. Hij werd vicevoorzitter van de Club en was er de laatste president van vooraleer de Habsburgse monarchie in maart 1793 weer de macht in handen nam. Ondertussen was Devaux in januari naar Parijs gereisd om er uitdrukking te geven aan het verlangen (zogenaamd 'unaniem') om deel te gaan uitmaken van de Franse republiek. Hij maakte ook deel uit van de tijdelijke besturen die tijdens die eerste Franse overheersing de stad bestuurden.
Tijdens de korte laatste periode van het Oostenrijkse gezag (maart 1793 - juni 1794) bleef Devaux in Brugge en hield zich politiek afzijdig. Dat moest wel, want hij werd nauwlettend in het oog gehouden door de politie en verslag over hem en zijn gelijkgezinden werd bij de hogere overheid uitgebracht. Maar weldra was de Franse Republiek definitief geïnstalleerd en Devaux werd als een vertrouwensman door de Fransen aanvaard.

## Gezin en familie
In 1795 trouwde Jacques Devaux met Isabelle de Brouwer (Brugge, 29 maart 1773 - 9 november 1817). Zij was de dochter van Denis Philippe de Brouwer (Oostende, 17 juli 1729 - Brugge, 16 oktober 1798) en van zijn tweede vrouw Jeanne van Severen (° 1756). Hij was een reder en handelaar uit de bekende Oostendse familie de Brouwer, zij stamde uit een rijke familie van veekwekers.
Isabelle had twee halfzusters die trouwden met Brugse juristen: Anselme Odevaere, pensionaris van het Brugse Vrije en Charles de Tilly, vrederechter. Haar zus, Julienne de Brouwer (1775-1842) trouwde met Louis-Philippe de Stappens de Harnes (1773-1812), die zich met Jacques Devaux bij de pro-Franse revolutionairen aansloot.
Jacques en Isabelle Devaux hadden
- een dochter, Virginie Devaux die trouwde met Jean-Albert Goddyn, gemeentelijk ontvanger voor Brugge;
- een zoon, Paul Devaux, die een van de hoofdfiguren werd bij de Belgische revolutie van 1830.

## Hoge functies
Pas was de Franse republiek definitief geïnstalleerd in de Zuidelijke Nederlanden, of de vroegere provincies werden grosso modo als basis genomen voor een nieuwe bestuursindeling, de departementen. West-Vlaanderen werd het Leiedepartement en Jacques Devaux werd er aan het hoofd van geplaatst als 'commissaire de la république' (de latere prefect).
Het jaar daarop werd hij tijdelijk voorzitter van het strafhof in Brugge. Hij zetelde ook in commissies die de leerkrachten moest selecteren voor de nieuw op te richten lagere en middelbare rijksscholen.
In 1797 werd hij verkozen tot vertegenwoordiger in het parlement in Parijs, genaamd Raad van Vijfhonderd (Conseil des Cinq-Cents). Toen het Consulaat in werking trad werd de wetgevende vergadering omgevormd tot 'Corps Législatif' en Devaux bleef er lid van, want hij had al onmiddellijk partij gekozen voor Bonaparte. Ook onder het keizerrijk bleef hij lid van de Hoge Vergadering.
Er stonden hem waarschijnlijk nog hogere functies te wachten, maar in 1807 werd hij ziek en overleed hij.
Zijn weduwe ging een tweede huwelijk aan met de arts Joseph-Brunon Alleweireldt.